# Mathilde von Courtenay

Wappen des Hauses Courtenay

Mathilde von Courtenay oder Mahaut de Courtenay (* wohl 1188; † 12. Oktober 1257 in der Abtei Fontevrault) war die Tochter von Peter II. von Courtenay und Agnes I. von Nevers. Sie erbte 1192 von ihrer Mutter die Grafschaften Nevers, Auxerre und Tonnerre.
Mathilde von Courtenay steht im Zentrum eines Jahrhunderts, in dem sich Nevers (1181–1280), Auxerre (1181–1290) und Tonnerre (1181–1309) ohne Unterbrechung in weiblicher Hand befanden.
Ihr Vater geriet 1198 in eine Auseinandersetzung mit Hervé IV. de Donzy aus dem Haus Semur, bei der es um den Besitz der Burg von Gien ging. Hervé gelang es dabei, seinen Gegner bei Cosne zu besiegen und gefangen zu nehmen. Durch Vermittlung des Königs Philippe Auguste kam es 1199 zu einer Verständigung. Peter von Courtenay wurde freigelassen, musste dafür aber seine Tochter Mathilde Hervé zur Frau geben. Hervé erhielt die Grafschaft Nevers zur Verwaltung, Peter selbst trug seitdem die Titel eines Grafen von Auxerre und Tonnerre. Die Ehe wurde im Oktober 1199, wohl am 20., geschlossen.
Hervé und Mathilde bekamen zwei Kinder:
- Guillaume, 1207 bezeugt, † jung
- Agnès, † 1225, Dame de Donzy, ⚭ 1221 Guy IV. de Châtillon, Graf von Saint-Pol.

Nachdem Mathildes Vater 1216 den Titel eines Kaisers von Konstantinopel erhalten hatte und im Verlauf der Kämpfe in Epirus im Jahr 1219 gestorben war, bemühte sich Hervé, der sich auf dem Kreuzzug von Damiette befand und bei der Nachricht sofort nach Europa zurückkehrte, erfolgreich darum, nun auch Peters Grafschaften unter seine Kontrolle zu bekommen. Zwei Jahre darauf wurde ihre gemeinsame Tochter Agnes mit Guy IV. de Châtillon, Graf von Saint-Pol, verheiratet.
Hervé de Donzy starb am 22. Januar 1223; angeblich wurde er vergiftet. Im Jahr 1226 schloss Mathilde eine zweite Ehe mit Guigues IV. d’Albon, Graf von Forez. Er starb am 29. Oktober 1241. Mathildes zweite Ehe blieb kinderlos.
Nach einigen Quellen wurde Mathildes Ehe am 20. Dezember 1213 geschieden, allerdings fällt auf, dass sie ihre zweite Ehe erst schloss, nachdem Hervé de Donzy gestorben war. 
Mathilde war 65 Jahre lang Gräfin von Nevers, Auxerre und Tonnerre, und die Liste derjenigen, die in dieser Zeit für sie oder mit ihr die Grafschaften regierten, ist umfangreich: Ihr Vater Peter von Courtenay, ihre Ehemänner Hervé de Donzy und Guigues d’Albon, ihre Tochter Agnès und ihr Schwiegersohn Guy de Châtillon, deren Kinder Gaucher de Châtillon und Yolande, und deren Ehemann Archambault IX. de Bourbon werden mit den Grafentiteln in Verbindung gebracht.
Mathilde von Courtenay starb am 12. Oktober 1257 in der Abtei Fontevrault, wo sie auch bestattet wurde. Ihre Nachfolgerin als Gräfin von Nevers, Auxerre und Tonnerre wurde ihre Urenkelin Mathilde II., die Tochter Yolandes und Archambaults.